# Barrio Tocoymohom
Barrio Tocoymohom är en ort i Mexiko.   Den ligger i kommunen Tanlajás och delstaten San Luis Potosí, i den centrala delen av landet, 250 km norr om huvudstaden Mexico City. Barrio Tocoymohom ligger 268 meter över havet och antalet invånare är 101.
Terrängen runt Barrio Tocoymohom är kuperad åt sydost, men åt nordväst är den platt. Barrio Tocoymohom ligger uppe på en höjd. Runt Barrio Tocoymohom är det ganska tätbefolkat, med 111 invånare per kvadratkilometer. Närmaste större samhälle är Tampate, 14,0 km väster om Barrio Tocoymohom. I omgivningarna runt Barrio Tocoymohom växer huvudsakligen savannskog.